# Machine Head
Mašin Hed (engl. Machine Head) je američki hevi metal bend iz Ouklanda. Naziva ih se jednima od pionira novog američkog hevi metal vala.

## O bendu
Bend su 1991. godine formirali gitarista i pjevač Rob Flin, nakon što je napustio bend Vio-lence, i basista Adam Djus. Par puta su menjali postavu, a danas u bendu sviraju još i bubnjar Dejv Meklejn i gitarista Fil Demel, takođe bivši član Vio-lencea. Svoj prvi studijski album Burn My Eyes, mešavinu treš i gruv metala izdali su 1994. te je bio najprodavaniji debitantski album izdavačke kuće Roudraner Rekords. Idući album The More Things Change..., stilom sličan prethodnom, izdanju 1994. godine. Na trećem i četvrtom albumu (The Burning Red i Supercharger) dolazi do promene stila, uvode rep vokale te elemente nu metala, što je dovelo do negativnih kritika publike i muzičkih kritičara. Petim albumom Through the Ashes of Empires vraćaju se svom originalnom stilu, treš i gruv metalu te je album dobro primljen među obožavateljima, kao i idući, The Blackening, sa kojeg je pesma „Aesthetics of Hate“ bila nominovana za Gremi.

## Članovi benda
Sadašnja postava
- Rob Flin - vokal, gitara (1992.-)
- Džared Makiačern - bas gitara, prateći vokal (2013.-)

Bivši članovi
- Fil Demel - gitara (2001.-2018.)
- Dejv Meklejn - bubnjevi (1995.-2018.)
- Adam Djus - bas gitara, prateći vokal (1992.-2013.)
- Logan Mejder - gitara (1992.–1998.)
- Ahru Laster - gitara (1998.–2001.)
- Toni Kostanca - bubnjevi (1992.–1994.)
- Kris Kontos - bubnjevi (1994-1995.)
- Volter Rajan - bubnjevi (1995)

## Diskografija
Studijski albumi
- (1994)
- (1997)
- (1999)
- (2001)
- (2003./04.)
- (2007)
- (2011)
- (2014)
- (2018)
- (2022)

## Spoljašnje veze
- Zvanična prezentacija benda (језик: енглески)